# Осипчхон (река, впадает в Японское море у Самчхока)
Осипчхон (кор. 오십천?, 五十川?) — река на востоке Южной Кореи. Протекает по территории провинции Канвондо и впадает в Японское море в городе Самчхок.
Длина реки составляет 56,80 км (55 км), территория её бассейна — 894,72 км² (350).
Река берёт начало у перевала Самсурён, являющегося водоразделом — на других склонах горы высотой 920 м берут начало реки Ханган и Нактонган.
Вдоль Осипчхона заметны речные террасы, особенно в среднем и нижнем течении. Река протекает по одноимённому разлому.
На берегу реки расположен знаменитый павильон Чуксору, построенный в XIII веке.